# Bruchophagus acaciae
Bruchophagus acaciae är en stekelart som först beskrevs av Cameron 1910.  Bruchophagus acaciae ingår i släktet Bruchophagus och familjen kragglanssteklar. Inga underarter finns listade.